# Aggiosaurus
Aggiosaurus byl rod plaza z čeledi Metriorhynchidae, který žil v pozdní juře před asi 160 až 157,3 miliony lety. Tento rod zahrnuje jediný druh, Aggiosaurus nicaeensis, který byl popsán v roce 1913 H. Ambayracem.

## Historie
Aggiosaurus je znám pouze díky jedné fosilii. Špatně zachovalou horní čelist tohoto tvora našel H. Ambayrac v roce 1912 v lokalitě Cap d'Aggio-La Turbie ve městě Nice. Byla zachovaná ve vápenci, který je nyní uložen v Muséum d'histoire naturelle de Nice (Přírodovědné muzeum v Nice).

## Etymologie
Rodové jméno Aggiosaurus je odvozeno od názvu lokality Cap d'Aggio-La Turbie, kde byla fosilie nalezena, a od slova sauros, což ve staré řečtině znamená „ještěr“. Druhový název nicaeensis vychází od města Nice ve Francii.